# Yoshihiro Uchimura
Yoshihiro Uchimura (japanisch 内村 圭宏 Uchimura Yoshihiro; * 24. August 1984 in der Präfektur Ōita) ist ein ehemaliger japanischer Fußballspieler.

## Karriere
Uchimura erlernte das Fußballspielen in der Schulmannschaft der Oita High School. Seinen ersten Vertrag unterschrieb er 2003 bei den Ōita Trinita. Der Verein spielte in der höchsten Liga des Landes, der J1 League. Für den Verein absolvierte er 30 Erstligaspiele. 2007 wechselte er zum Zweitligisten Ehime FC. Für den Verein absolvierte er 121 Ligaspiele. 2010 wechselte er zum Ligakonkurrenten Consadole Sapporo (heute: Hokkaido Consadole Sapporo). Am Ende der Saison 2011 stieg der Verein in die J1 League auf. Am Ende der Saison 2012 stieg der Verein in die J2 League ab. 2016 wurde er mit dem Verein Meister der J2 League und stieg wieder in die J1 League auf. Für den Verein absolvierte er 236 Ligaspiele. Danach spielte er bei den FC Imabari. Ende 2019 beendete er seine Karriere als Fußballspieler.